# Шамбон Фежерол
Шамбон Фежерол (фр. Chambon-Feugerolles) насеље је и општина у источној Француској у региону Рона-Алпи, у департману Лоара која припада префектури Сент Етјен.
По подацима из 2011. године у општини је живело 12.496 становника, а густина насељености је износила 713,65 становника/km². Општина се простире на површини од 17,51 km². Налази се на средњој надморској висини од 496 метара (максималној 849 m, а минималној 464 m).

## Демографија
| 1962.  | 1968.  | 1975.  | 1982.  | 1990.  | 1999.  | 2011.  |
| ------ | ------ | ------ | ------ | ------ | ------ | ------ |
| 20 320 | 21 987 | 20 091 | 18 149 | 16 070 | 14 090 | 12.496 |

График промене броја становника у току последњих година